# Estación de Cruz del Rayo
Cruz del Rayo es una estación de la línea 9 del Metro de Madrid situada bajo la calle del Príncipe de Vergara en las inmediaciones del Auditorio Nacional de Música, dentro del madrileño distrito de Chamartín.

## Historia
La estación abrió al público el 30 de diciembre de 1983 junto con la prolongación del tramo norte de la línea (Avenida de América - Plaza de Castilla), siendo entonces parte de la línea 9b hasta que el 24 de febrero de 1986 pasó a formar parte de la línea 9.
El 2 de marzo de 1990, un accidente provocó heridas a más de 15 personas al caerse los cables del tendido eléctrico sobre un convoy provocando su incendio.
Las bocas de acceso de la estación son diferentes a las habituales de los años 80 y también al estilo general de las bocas de metro de Madrid, manteniéndose su diseño a pesar de que otras fueron reformadas en los años 90.
La escultura mural de hierro «Formas en el Espacio» en el vestíbulo con salida a la calle Sánchez Pacheco pertenece al artista Eladio García de Santibáñez (E. G. de Santibáñez) www.santibanez-art.com. E. G. de Santibáñez, artista burgalés que  expone de manera permanente sus 18 murales y esculturas en diversas estaciones de Metro Madrid.

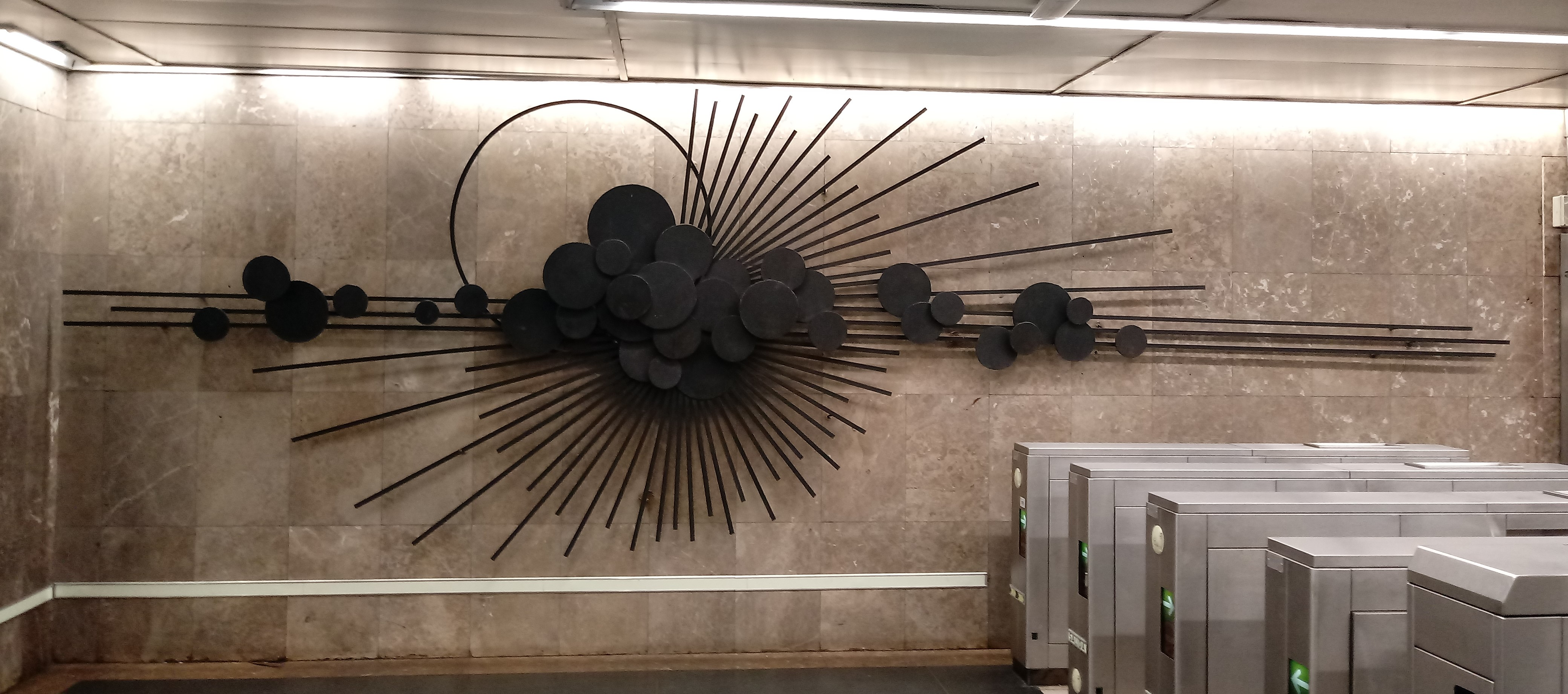
Mural de hierro del artista E. G. de Santibáñez

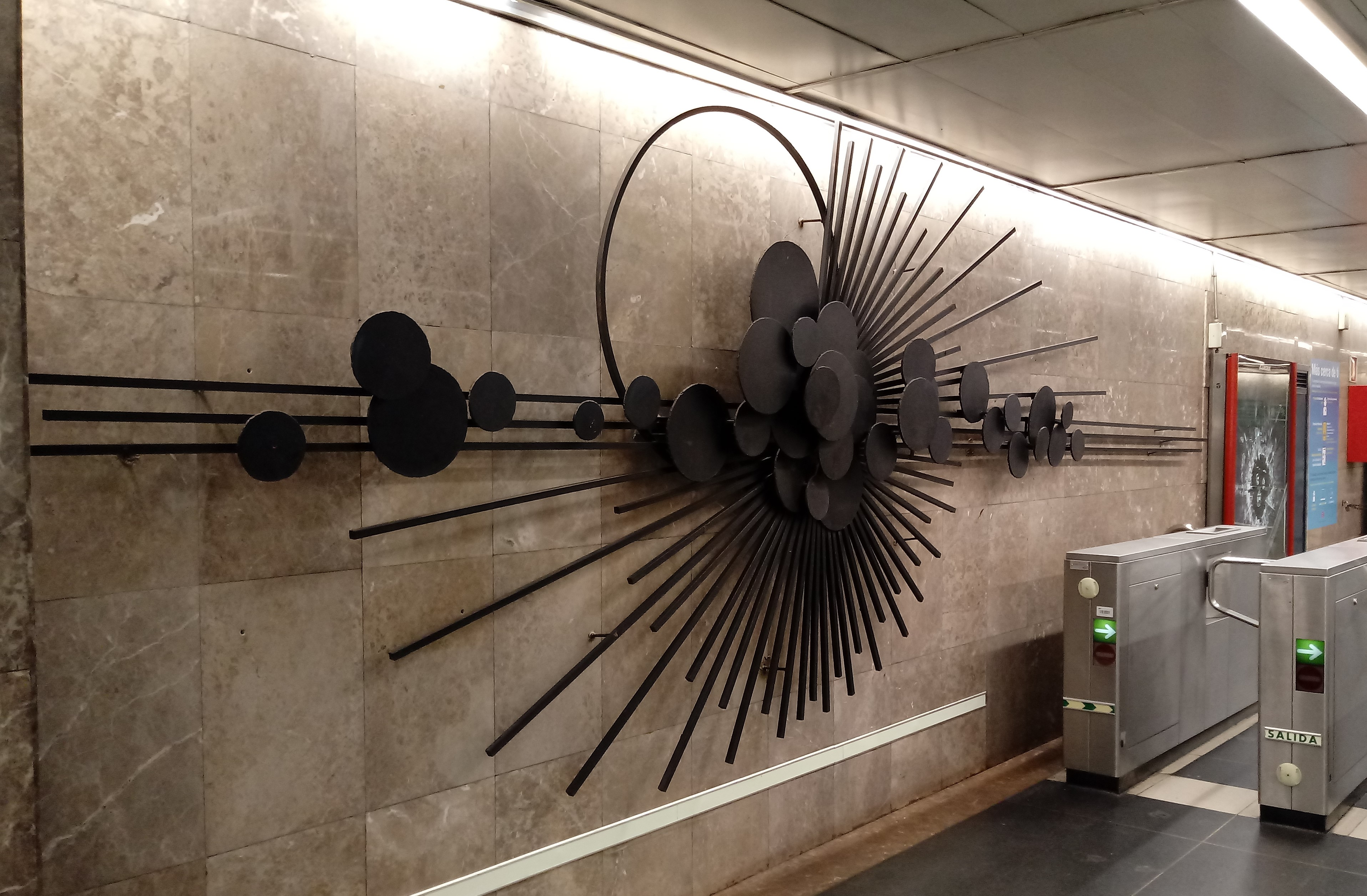
Mural del artista E. G. de Santibáñez

Entre el 5 de agosto y el 7 de septiembre de 2023, permaneció cerrada por obras en el tramo Colombia-Príncipe de Vergara, cortado por obras. Se estableció un Servicio Especial de autobús gratuito con parada en las inmediaciones de la estación.

## Accesos
La estación dispone de dos vestíbulos, norte y sur, cada uno con dos bocas de acceso a ambos lados de la calle Príncipe de Vergara.
Vestíbulo Sánchez Pacheco
- Príncipe Vergara, pares C/ Príncipe de Vergara, s/n (esquina C/ Sánchez Pacheco). Para el Auditorio Nacional
- Príncipe Vergara, impares C/ Príncipe de Vergara, 181

Vestíbulo Príncipe de Vergara
- Príncipe Vergara, impares C/ Príncipe de Vergara, 133
- Príncipe Vergara, pares C/ Príncipe de Vergara, 128

## Líneas y conexiones

### Metro

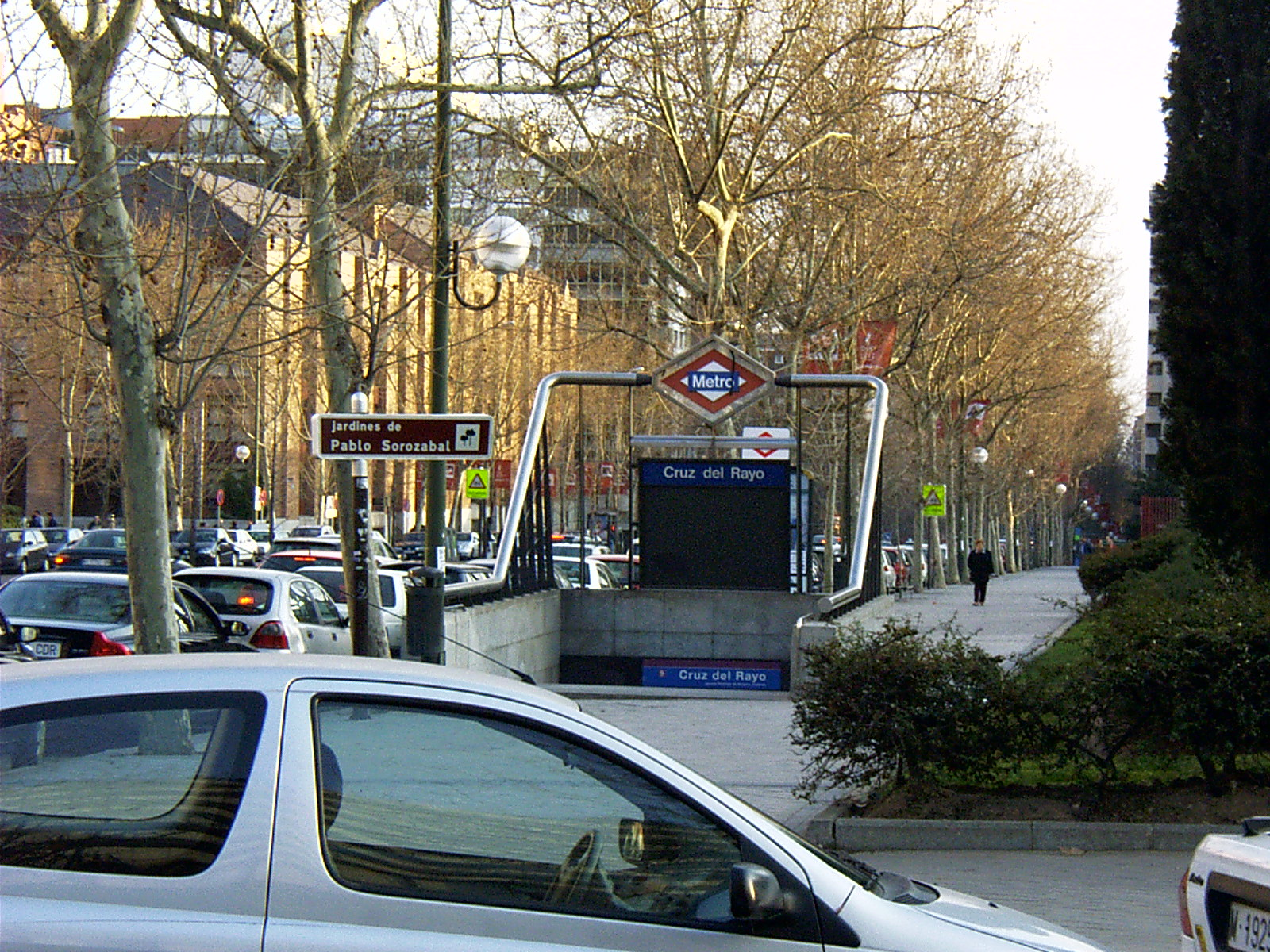
Entrada a la estación.

| << cabecera   | < estación    | línea | estación >         | cabecera >>                                         |
| ------------- | ------------- | ----- | ------------------ | --------------------------------------------------- |
| Paco de Lucía | Concha Espina |       | Avenida de América | Arganda del Rey Cambio de tren en Puerta de Arganda |

### Autobuses
| Diurnos |                      |                                                              |
| Línea   | Destino              | Parada                                                       |
| 29      | Manoteras            | 2241 JUNTA MUNICIPAL CHAMARTÍN (C/ Príncipe de Vergara, 140) |
| 52      | Santamarca           | 2241 JUNTA MUNICIPAL CHAMARTÍN (C/ Príncipe de Vergara, 140) |
| 29      | Avenida de Felipe II | 2242 JUNTA MUNICIPAL CHAMARTÍN (C/ Príncipe de Vergara, 137) |
| 52      | Sol / Sevilla        | 2242 JUNTA MUNICIPAL CHAMARTÍN (C/ Príncipe de Vergara, 137) |